# 狮子山河伯石塔
狮子山河伯石塔位于中国广西壮族自治区桂林市秀峰区甲山街道庭江洞狮子山西麓山径旁、桃花江东岸，建于清朝道光元年（1821年），靠近筌塘河伯石塔。
该塔为一石幢式塔，通高3.35米，共有六层。塔基及第三层为圆鼓形；第二层及第四层为四边方柱，四角倒边，西面有阳刻河伯造像，东面刻有“道光元年十二月初一立”字样，南北两面镌刻镇邪符策；第五层为四边披层檐状；第六层为两重相轮顶承宝珠。现该塔保存完好。1984年公布为桂林市文物保护单位。